# Тимонов, Всеволод Евгеньевич
Всеволод Евгеньевич Тимонов (1862—1936) — учёный-гидротехник, гидролог, инженер путей сообщения, профессор.

## Биография
Родился 9 (21) августа 1862 года в Одессе.
Сначала получил образование в Одесском реальном училище. Затем окончил в 1883 году Парижскую Национальную школу мостов и дорог, а в 1886 году — Институт инженеров путей сообщения с золотой медалью.
С 1886—1895 годах В. Е. Тимонов состоял на службе в Министерстве путей сообщения, работал в комиссии по устройству коммерческих портов.
Тимонов В. Е. руководил первыми на Балтийском море работами по устройству молов из каменных массивов (1887), организовал и произвёл первые морские землесосные работы (1889). Исследовал устья pек Днепра, Дона и Волги (1890) и избрал рукава для улучшения, составил проект улучшения порожистой части Днепра и произвёл опытные работы на одном из порогов (1894), исследовал берега Тихого океана для избрания места конечного Тихоокеанского порта Сибирской железной дороги, исследовал реки Приамурского края и выработал меры для их улучшения (1895).
В 1899—1907 годах — начальник Санкт-Петербургского округа путей сообщения; руководил строительством мостов в Новгороде, Твери, маяков на Ладожском озере; разрабатывал проект создания глубоководного Беломорско-Балтийского водного пути с устройством морских портов на Ладожском и Онежском озёрах, который на Парижской всемирной выставке в 1900 году был удостоен золотой медали. 
Одновременно, с 1899 года и до конца жизни преподавал в Институте инженеров путей сообщения и Институте водного и железнодорожного транспорта. Читал курс гидротехники, в том числе внутренние водяные сообщения, приморские сооружения, водоснабжение и водостоки. Доктор технических наук, профессор.
В 1909—1917 годах руководил Отделением статистики и картографии Министерства путей сообщения.
С 1917 года работал в Высшем техническом комитете Наркомата путей сообщения.
В. Е. Тимонов оставил более 700 опубликованных научных работ по водным путям, портам, водоснабжению, канализации, гидротехнике, гидроэнергетике, из них около 300 написано в советское время. Написал несколько статей для «Энциклопедического словаря Брокгауза и Ефрона».
Скончался 19 июля 1936 года в Ленинграде. Похоронен на Литераторских мостках.

## Семья
Женился 9 апреля 1896 года на дочери действительного статского советника А. Я. Данилевского, Елене Александровне. Их дети:
- Александр (20.01.1899—?)
- Всеволод (1901—1969) — советский океанолог, лауреат Сталинской премии.
- Даниил (27.11.1907—?)